# Nicole Bwatshia Ntumba
Pour les articles homonymes, voir Bwatshia.
Nicole Bwatshia Ntumba, née au Congo-Kinshasa, est une personnalité politique, professeur d'université et juriste congolaise.

## Parcours
Nicole Bwatshia, après une carrière d'assistante auprès de quelques professeurs,, devient enseignante à la Faculté de droit de l'Université de Kinshasa, et aussi à l'Université William Booth. 
Elle est jusqu'en 2019 magistrate, substitut du procureur de la République près le parquet de grande instance de la Gombe, pendant presque une décennie, avant d'assumer ses fonctions de conseillère du chef de l'État congolais puis de Directeur du cabinet adjoint à partir du 14 avril 2021. 
Nicole Bwatshia lutte pour la défense des droits des femmes et pour la parité homme-femme au sein de la société congolaise,, elle affirme un jour auprès des médias que si elle est parvenue à faire ce parcours c'est bel et bien grâce à son mari.

« Mais j’ai eu la chance d’avoir un mari qui m’a soutenu, parce que pour mon mari, mon bonheur c’est son bonheur. Le parcours est très long pour devenir professeur d’université, et pour une femme si elle n’est pas soutenue par son conjoint, elle s’arrête à mi-chemin. »

## Vie privée
Nicole Bwatshia est la fille du Professeur Jean Kambayi Bwatshia, elle est également fondatrice de l'ASBL portant son nom et œuvrant en faveur des démunis.